# Mierlău
Mierlăuⓘ – wieś w Rumunii, w okręgu Bihor, w gminie Hidișelu de Sus. W 2011 roku liczyła 757 mieszkańców.